# آشاخ آندر دنو
آشاخ آندر دنو (به آلمانی: Aschach an der Donau) یک منطقهٔ مسکونی در اتریش است که در ناحیه افردینگ واقع شده‌است. آشاخ آندر دنو ۶ کیلومتر مربع مساحت دارد ۲۶۸ متر بالاتر از سطح دریا واقع شده‌است.

## خواهرخوانده
شهر اوبرنزل خواهرخواندهٔ آشاخ آندر دنو هست.